# Restauración de la Independencia de Portugal
La restauración de la independencia de Portugal frente a la Monarquía Hispánica (en portugués Restauração da Independência) se produjo el 1 de diciembre de 1640 mediante la entronización de Juan IV de Portugal de la Casa de Braganza, nueva dinastía reinante en el reino de Portugal en detrimento de la Casa de Austria. La unión dinástica se había mantenido durante 60 años, desde 1580. Actualmente el 1 de diciembre es fiesta nacional portuguesa.

## Antecedentes
La muerte del rey don Sebastián en la batalla de Alcazarquivir (1578) dio origen a una crisis dinástica, dado que la sucesión en la persona del cardenal Enrique I de Portugal fue muy efímera (murió en 1580). Felipe II de Castilla reclamó sus derechos al trono portugués y envió un ejército, obteniendo su proclamación en las Cortes de Tomar de 1581. Durante 60 años, Portugal formó una unión dinástica aeque principaliter compartiendo el mismo soberano de la Casa de Austria con los demás reinos españoles. El 1 de diciembre las intrigas de la nobleza terminaron con la proclamación de Juan IV de Portugal de la casa de Braganza como rey de Portugal.   
Durante el mandato de Felipe IV se limitaron los privilegios de la nobleza portuguesa. Aumentaron los impuestos y la población empobrecía, siendo el imperio amenazado por Inglaterra y Países Bajos, tradicionales enemigos de Castilla.

## Guerra de Restauración
El sentimiento de autonomía fue creciendo y en 1640 tuvo lugar una revuelta, en la que un grupo de conspiradores de la nobleza aclamó al Duque de Braganza como Rey de Portugal, con el título de Juan IV (1640-1656), dando inicio a la cuarta dinastía, la Dinastía de Braganza.
El esfuerzo bélico fue mantenido durante 28 años, con lo cual fue posible vencer en las sucesivas tentativas de invasión de los ejércitos de Felipe IV. En 1668 se firmó el tratado de Lisboa de 1668 por el cual España reconocía la soberanía del país vecino. La victoria de los restauradores portugueses se debió en gran medida a la Sublevación de Cataluña, ya que todos los mejores soldados castellanos estaban ahí, así como a los esfuerzos diplomáticos de Inglaterra, Francia, Holanda y Roma por limitar el poder del Imperio español.
Paralelamente, las tropas portuguesas lograron expulsar a los holandeses de Brasil y de Angola y Santo Tomé y Príncipe (1641-1654), restableciendo el poder atlántico portugués.